# Pristicon
Pristicon es un género de peces de la familia Apogonidae, del orden Perciformes. Este género marino fue descrito científicamente en 1972 por Thomas Henry Fraser.

## Especies
Especies reconocidas del género:
- Pristicon rhodopterus (Bleeker, 1852)
- Pristicon rufus (J. E. Randall & T. H. Fraser, 1999)
- Pristicon trimaculatus (G. Cuvier, 1828)